# Anaudia
Anaudia é um gênero de traça pertencente à família Brachodidae.